# LHCf
LHCf («Large Hadron Collider forward») — одна из шести экспериментальных установок, сооружённых на Большом адронном коллайдере в CERN.
Она предназначена для измерения числа и энергии нейтральных пионов π0, вылетающих в направлении, которое практически совпадает с направлением сталкивающихся протонов. Установка состоит из двух детекторов, находящихся на удалении 140 м по обе стороны от точки пересечения пучков IP1, на которой находится установка ATLAS. Данные LHCf должны помочь в анализе происхождения космических лучей сверхвысоких энергий.
В коллаборации состоит 31 учёный из 6 стран мира.